# Verschlussfang
Der Verschlussfang (engl. bolt catch oder bolt hold-open device) ist eine Vorrichtung bei einigen Handfeuerwaffen, die den Verschluss nach dem Abfeuern der letzten Patrone in geöffneter (rückwärtiger) Position hält. Die Munition für die Waffe wird dabei durch ein Magazin bzw. Magazinkasten zugeführt.
Bei Pistolen wird der Verschlussfang als Schlittenfang bezeichnet.

## Funktionsweise

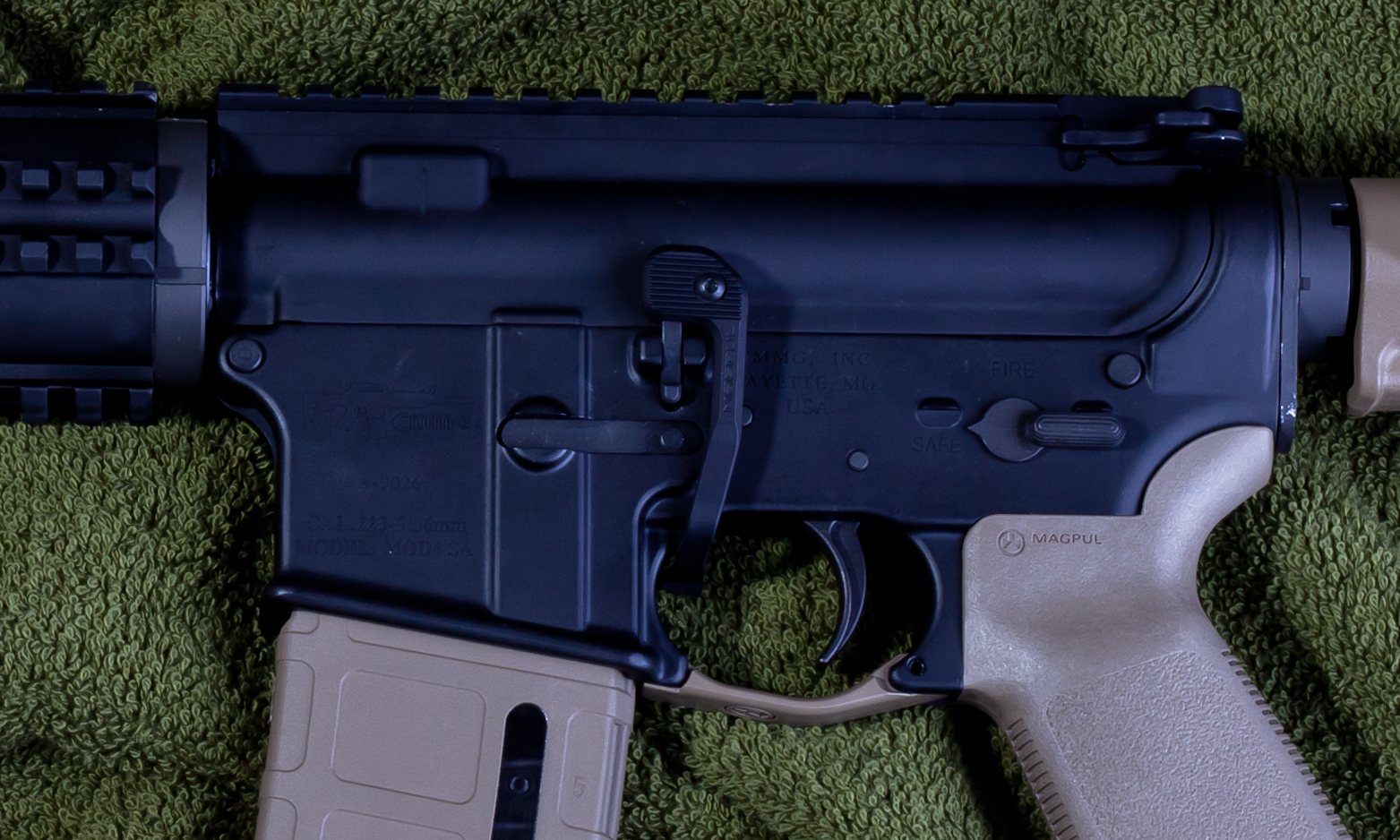
Am Verschlussfanghebel montierter Hebel (Magpul B.A.D. Lever) zum Betätigen mit dem rechten Zeigefinger. Bei einigen Waffen kann der Verschlussfang standardmäßig von beiden Seiten bedient werden, z. B. bei der XM7, MP7 und dem HK416 A8.

Der Verschlussfang wird bei leerem Magazin durch eine entsprechende Fläche am Magazinzubringer während des Rücklaufs des Verschlusses in die obere Position gedrückt. Beim anschließenden Vorlauf des Verschlusses läuft dieser auf den Verschlussfang auf. Der Verschluss wird durch den mittels Haftreibung arretierten Verschlussfang in offener Position festgehalten. Hierdurch wird dem Schützen zugleich angezeigt, dass das Magazin leer ist und die letzte Patrone gezündet hat. Nach dem Wechseln des Magazins muss der Verschlussfang lediglich gelöst werden. Dadurch entfällt ein zusätzliches Durchladen mit dem Spannschieber, um die Waffe wieder schussbereit zu machen, was ein schnelleres Nachladen ermöglicht.

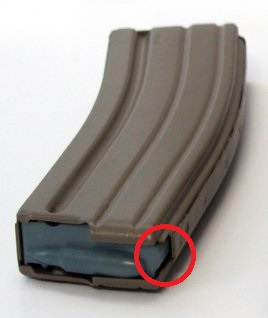
Der Verschlussfang der Waffe reicht durch die Aussparung (roter Kreis) bis ins Magazin hinein und wird durch den sich nach oben bewegenden Magazinzubringer nach oben gedrückt.

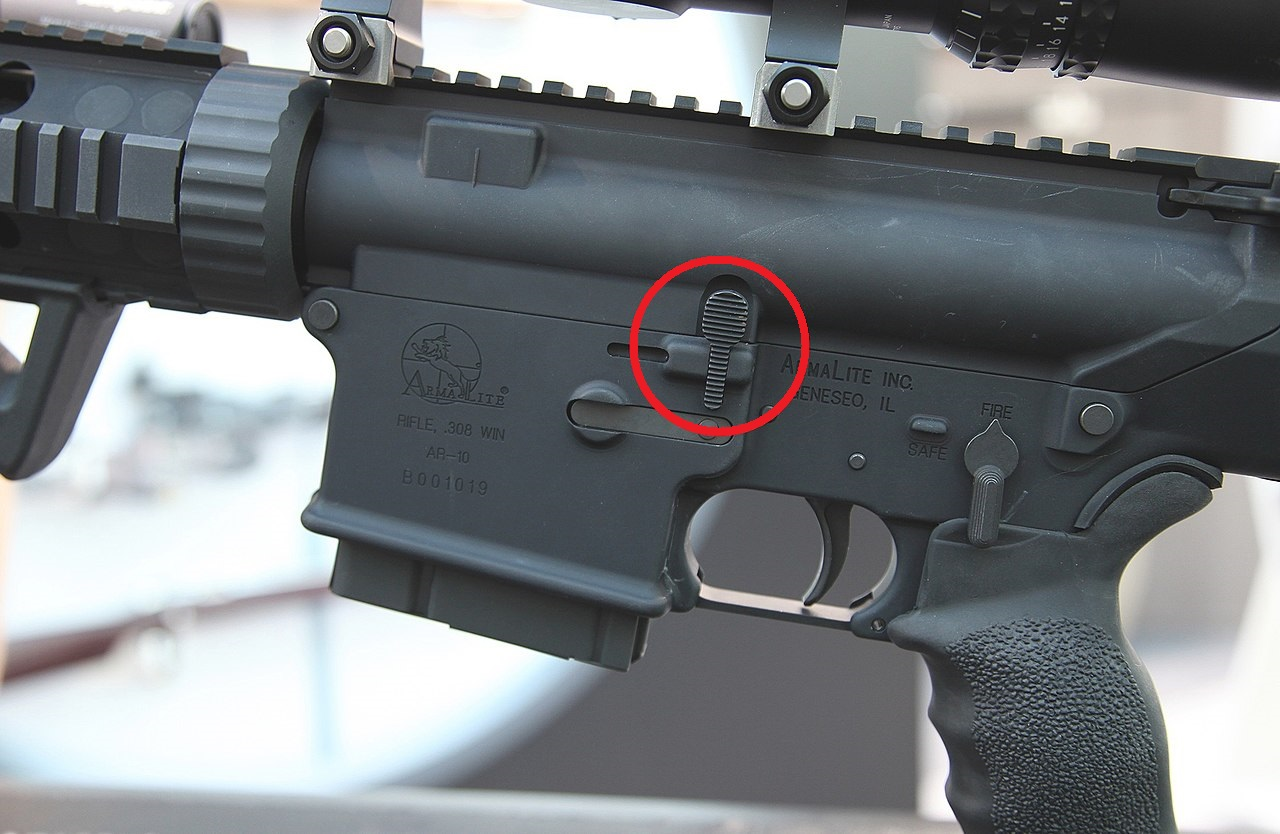
Verschlussfanghebel einer AR-10: Wird die Oberseite des Hebels gedrückt, bewegt sich der Verschlussfang nach unten und der arretierte Verschluss schnellt nach vorne. Wird die Unterseite gedrückt, bewegt sich der Verschlussfang nach oben und man kann den Verschluss in seiner hinteren Position arretieren.

Je nach Bauart der Waffe wird der Verschlussfang auf unterschiedliche Art gelöst: 
- durch Zurückziehen des Verschlusses bzw. des daran angebrachten Spannschiebers, z. B. beim SKS,

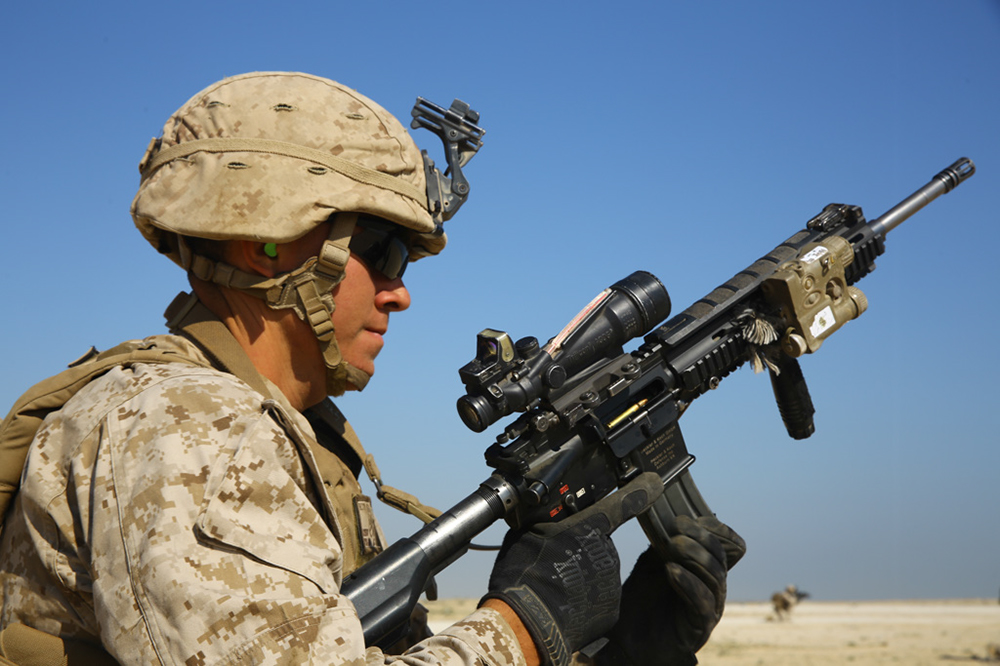
durch Drücken des Verschlussfanghebels, z. B. beim AR-10 (alternativ kann bei dieser Waffe auch die erste Methode verwendet werden, da der Verschlussfang federbelastet ist),  - M27 mit offenem Verschluss während des Magazinwechsels - Nach einem Magazinwechsel betätigt der Schütze den Verschlussfanghebel.
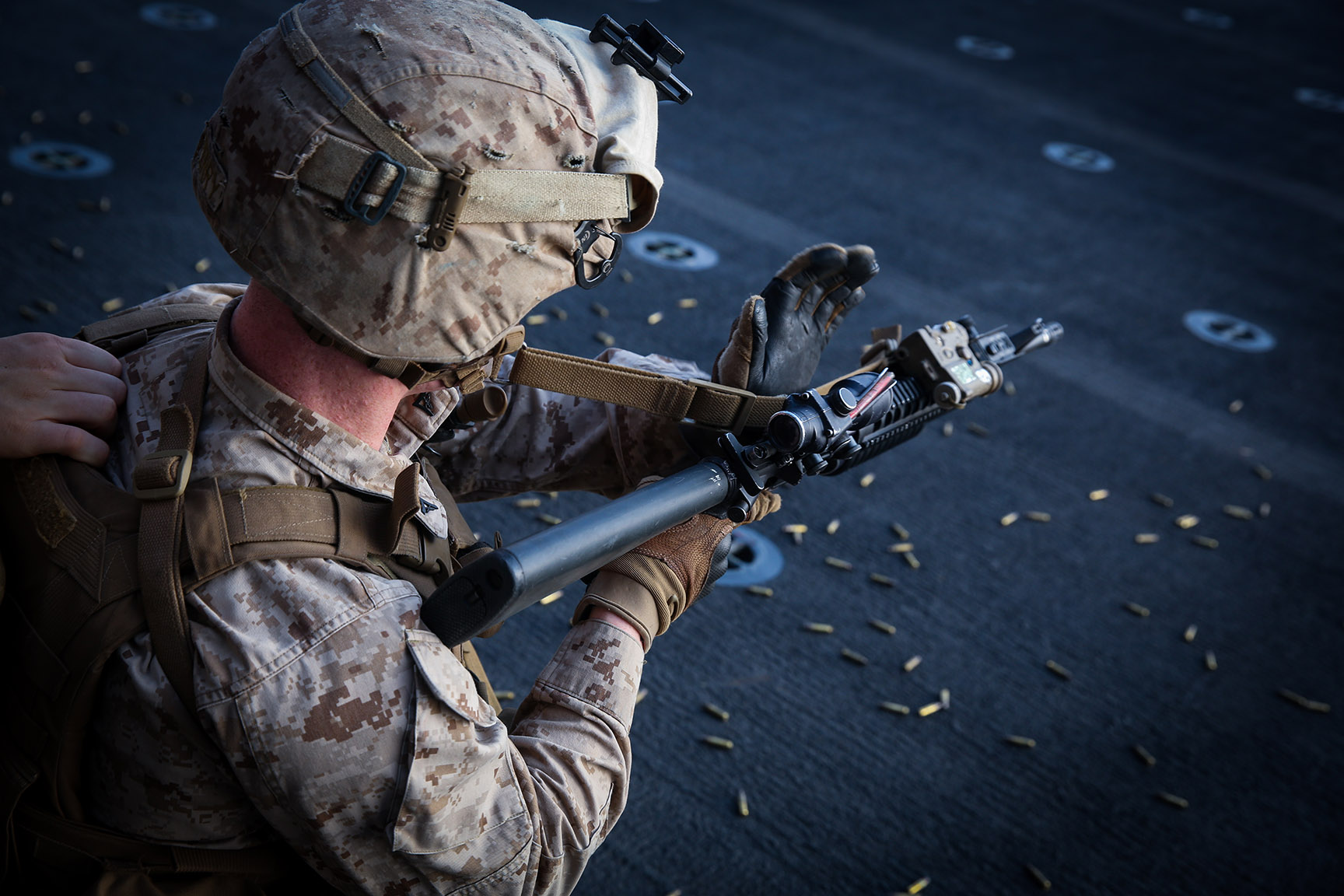
Nach einem Magazinwechsel betätigt der Schütze den Verschlussfanghebel.

- durch Einstecken eines Magazins, z. B. beim EM-2

## Weitere Funktionen

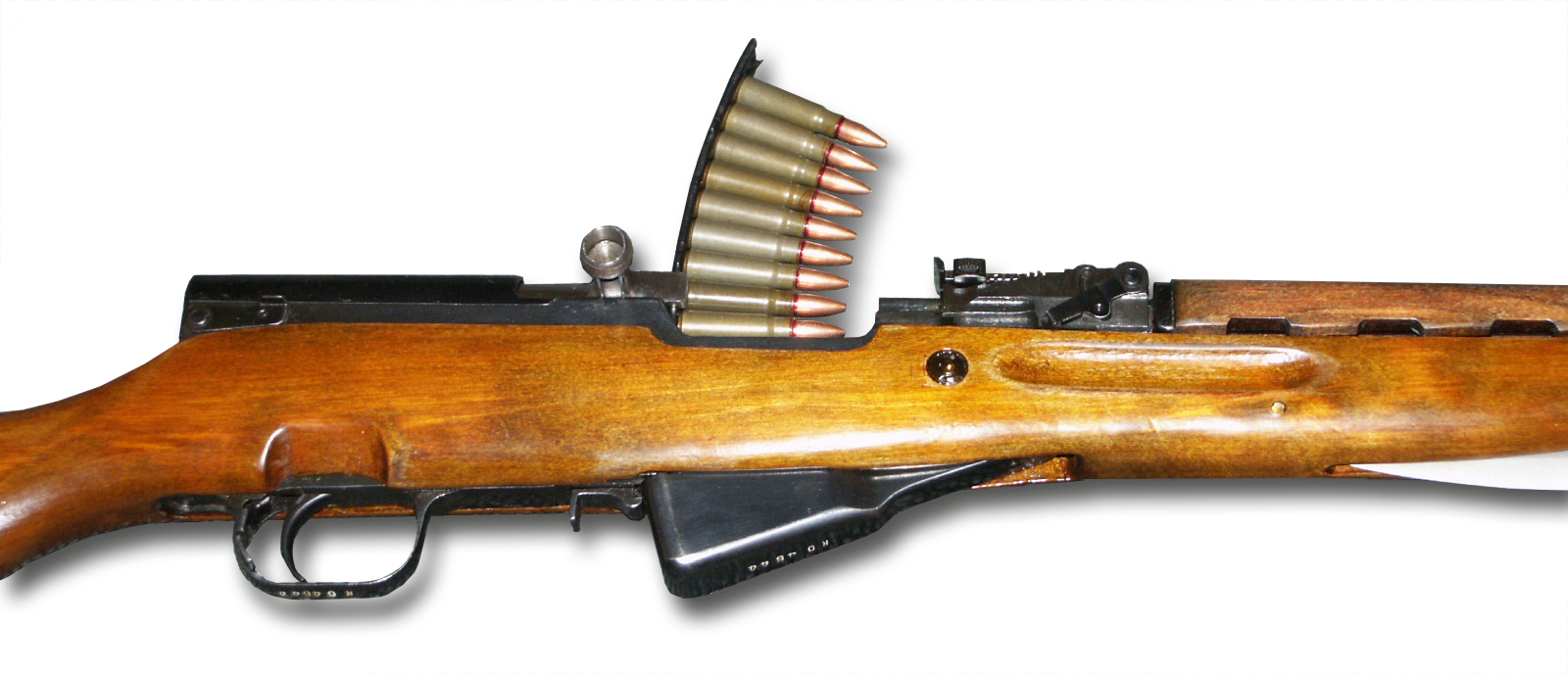
SKS wird mittels Ladestreifen geladen

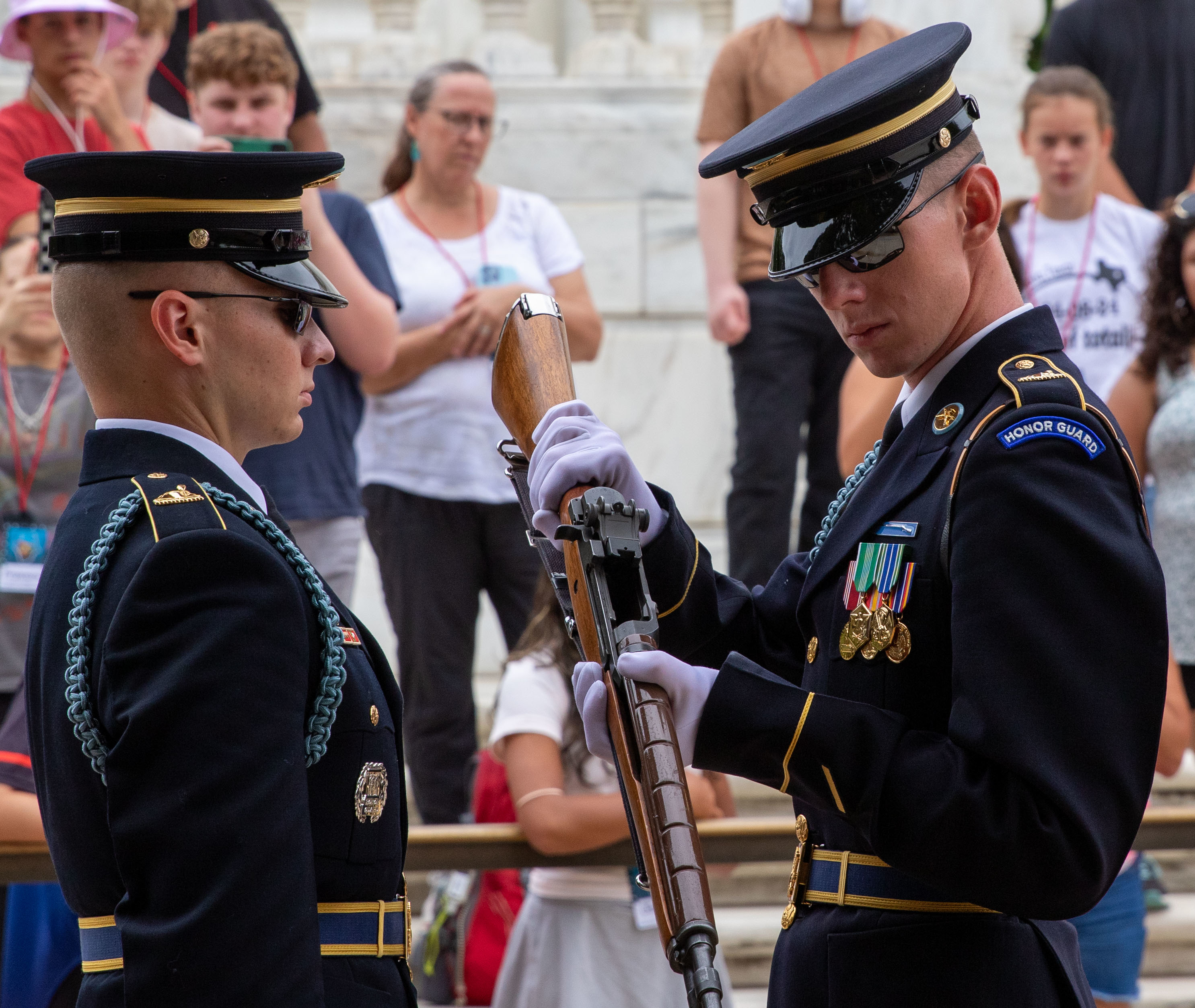
Patronenlager einer M14 wird inspiziert

- Bei einigen Waffen, z. B. dem SKS, dient der Verschlussfang auch zum einfacheren Befüllen mittels Ladestreifen.
- Ein offener Verschluss fördert die Kühlung und wirkt so der selbständigen Zündung einer überhitzten Patrone entgegen.
- Die Waffe kann unzerlegt – z. B. mit einer Reinigungsschnur – gereinigt werden.
- Ein hinten arretierter Verschluss kann die Beseitigung einer Ladehemmung vereinfachen.[1][2]
- Ist der Verschluss hinten arretiert, kann man leicht erkennen, ob die Waffe geladen ist.[2]

## Nachteile
Nachteilig ist die erhöhte Komplexität der Waffe. Außerdem kann durch den offenen Verschluss leichter Schmutz in die Waffe gelangen.